# Ptilotus
Ptilotus är ett släkte av amarantväxter. Ptilotus ingår i familjen amarantväxter.

## Bildgalleri

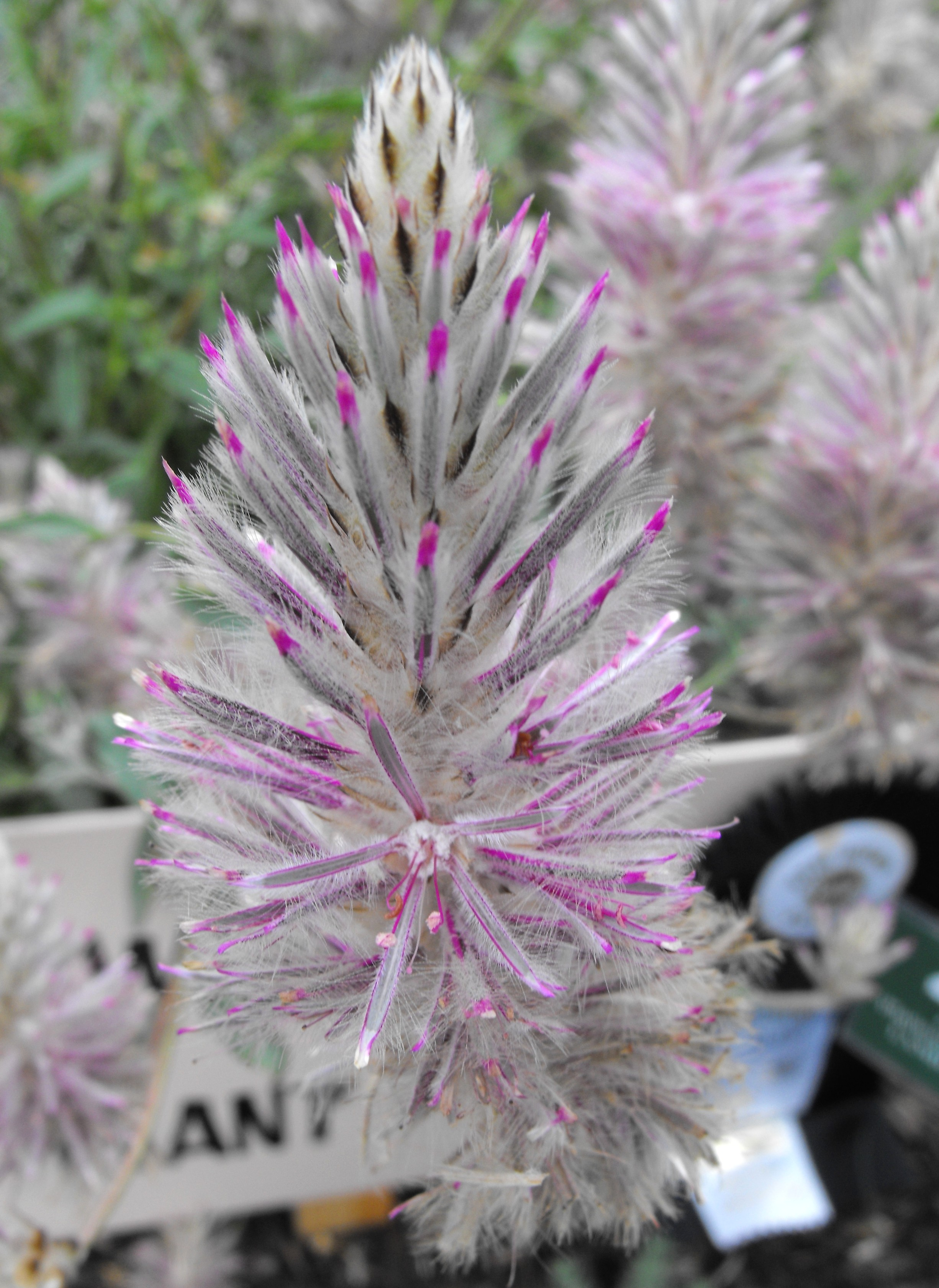
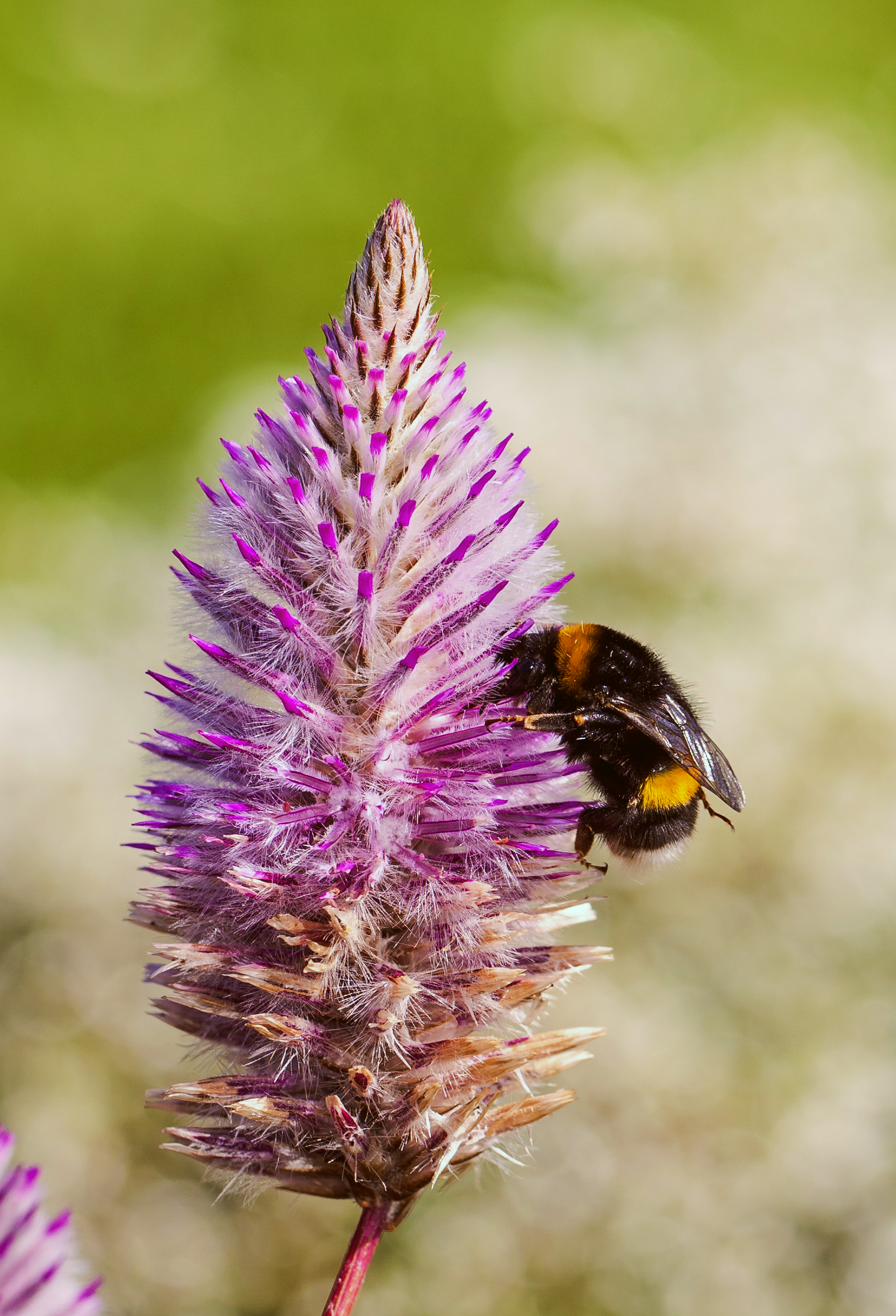
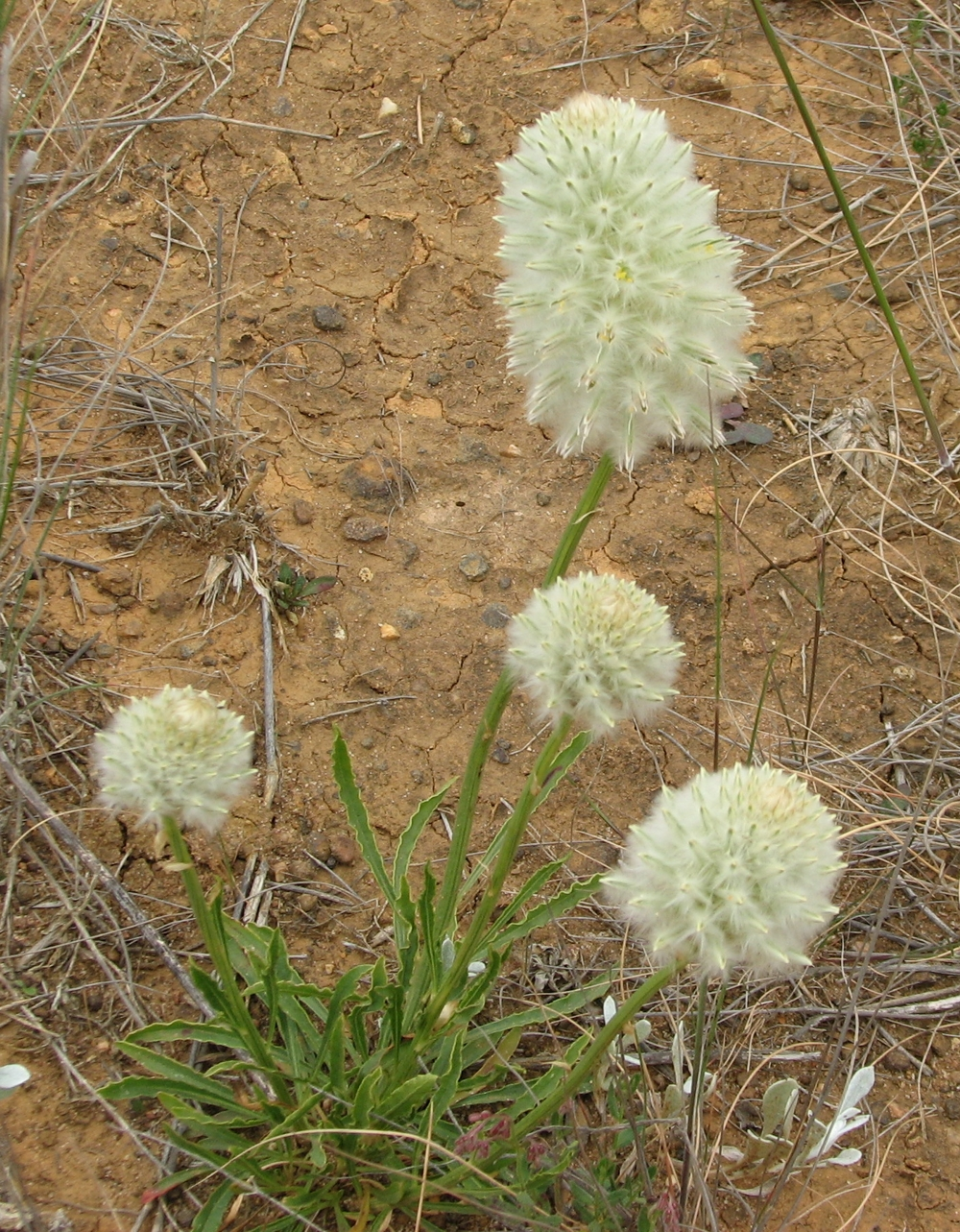
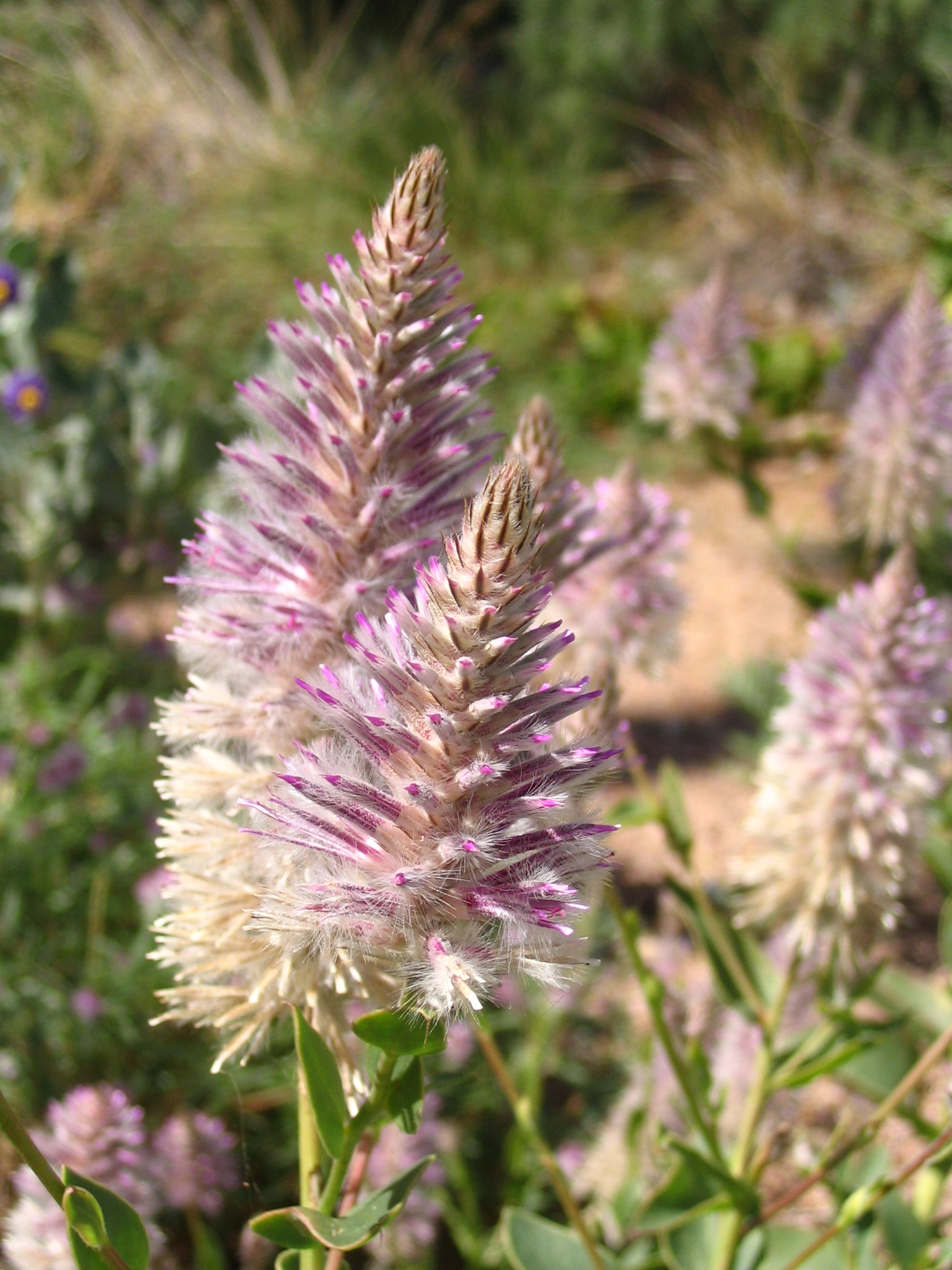
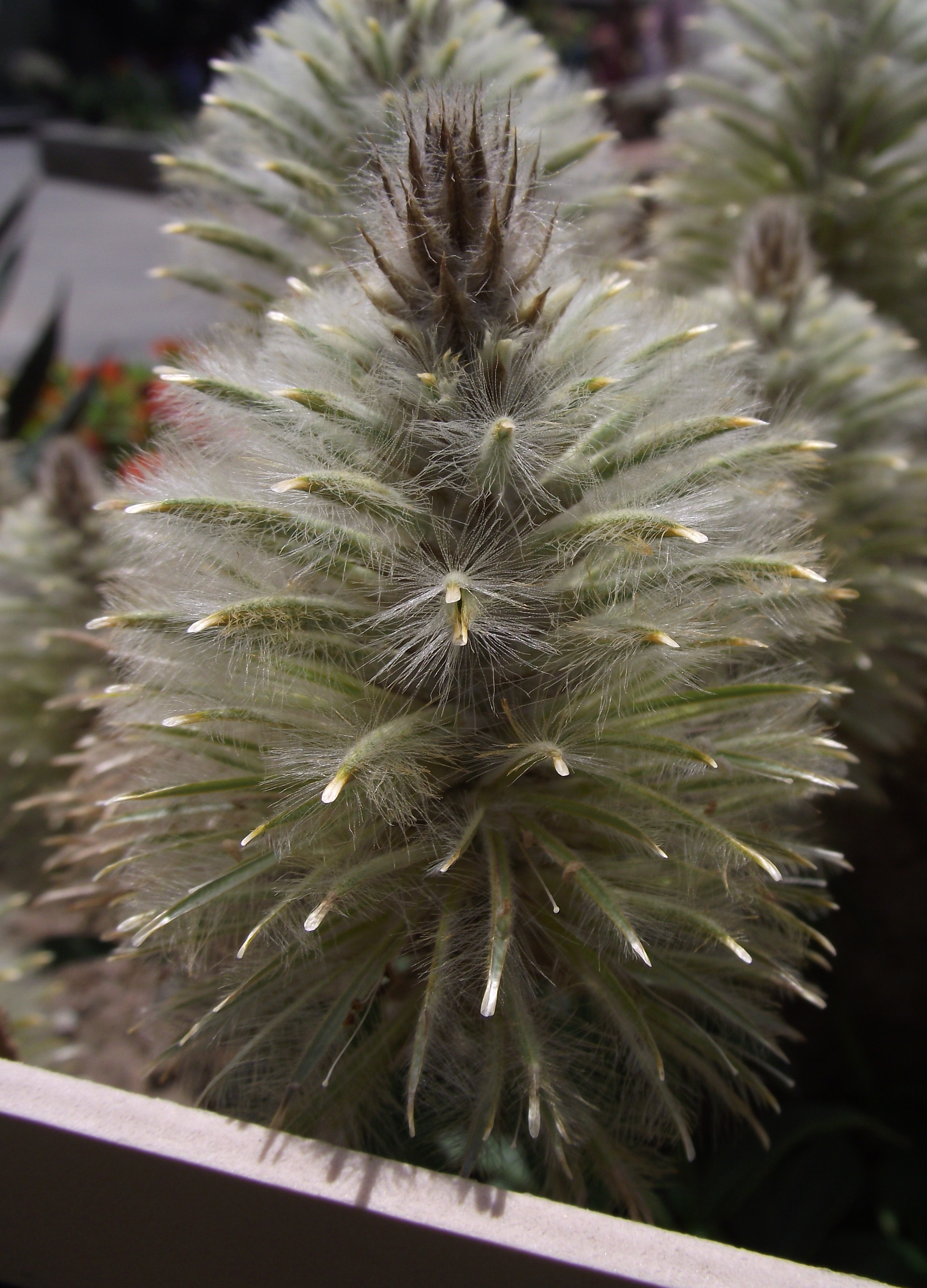
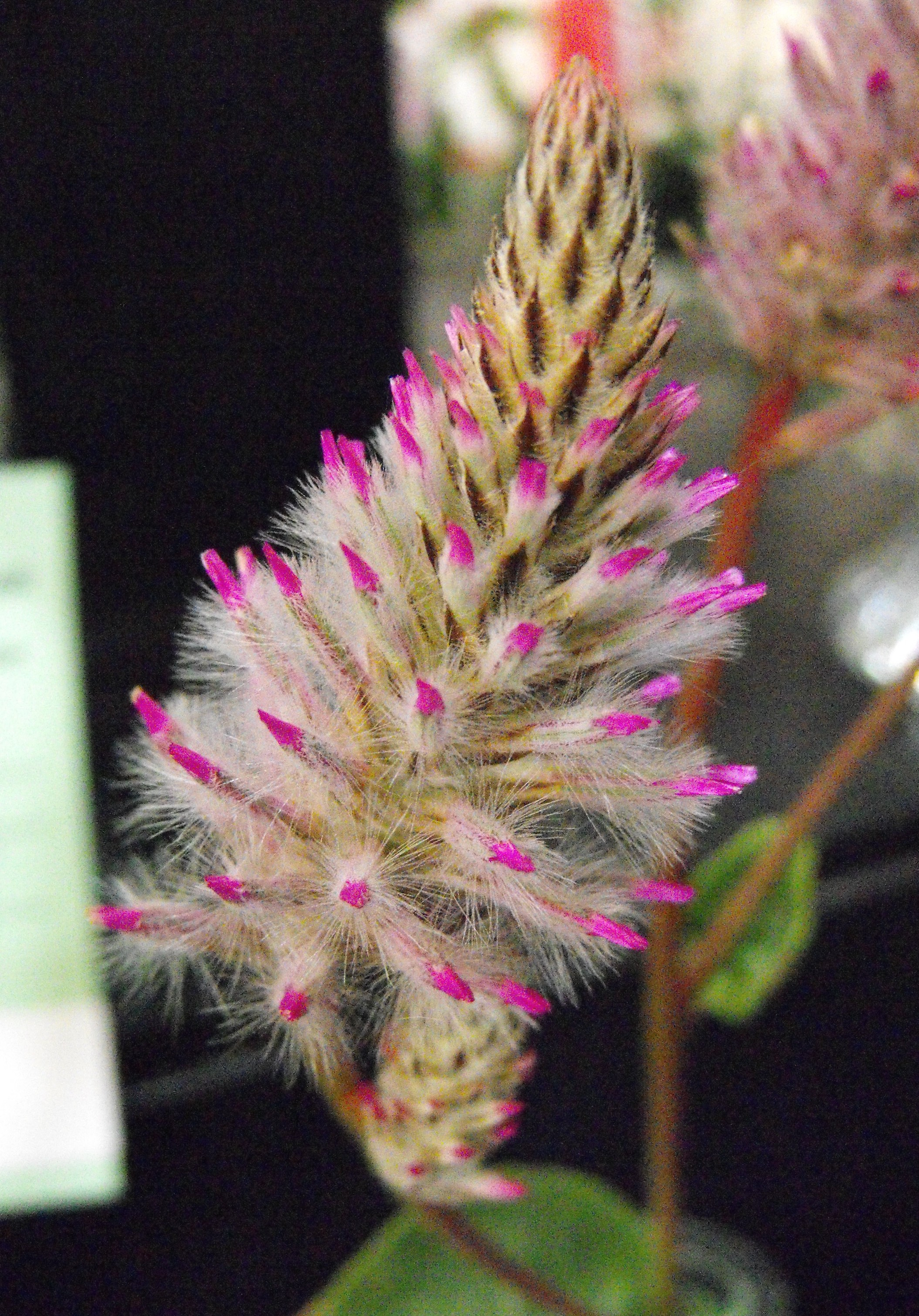

## Dottertaxa tillPtilotus, i alfabetisk ordning[1]
- Ptilotus aervoides
- Ptilotus calostachyus
- Ptilotus capitatus
- Ptilotus carlsonii
- Ptilotus conicus
- Ptilotus corymbosus
- Ptilotus decipiens
- Ptilotus declinatus
- Ptilotus drummondii
- Ptilotus erubescens
- Ptilotus fraseri
- Ptilotus fusiformis
- Ptilotus gaudichaudii
- Ptilotus helipteroides
- Ptilotus humilis
- Ptilotus latifolius
- Ptilotus macrocephalus
- Ptilotus manglesii
- Ptilotus nobilis
- Ptilotus obovatus
- Ptilotus ovatus
- Ptilotus parvifolius
- Ptilotus polystachyus
- Ptilotus pseudohelipteroides
- Ptilotus schwartzii
- Ptilotus sericostachyus
- Ptilotus sessilifolius
- Ptilotus spathulatus
- Ptilotus symonii
- Ptilotus villosiflorus